# Lombardei-Rundfahrt 1961
Die Lombardei-Rundfahrt 1961 war die 55. Austragung des italienischen Eintagesrennens Lombardei-Rundfahrt.

## Rennverlauf
145 Radrennfahrer waren am Start. Die Strecke war 253 Kilometer lang. Start war in Mailand, das Ziel lag zum ersten Mal in Como. Bis zur Madonna del Ghisallo hatten sieben Fahrer einen Vorsprung von mehr als drei Minuten herausgefahren, darunter Gastone Nencini und Franco Balmamion. Im Anstieg zum Muro di Sormano wurde die Gruppe eingeholt. In der Abfahrt setzten sich Imerio Massignan und Vito Taccone von den anderen Fahrern ab. Den Zielsprint gewann Taccone klar.

## Ergebnis
| Rang | Fahrer              | Team    | Zeit         |
| ---- | ------------------- | ------- | ------------ |
| 1    | Vito Taccone        | Atala   | 6:06:21 h    |
| 2    | Imerio Massignan    | Legnano | + 0 min 03 s |
| 3    | Renzo Fontona       | Legnano | 1 min 48 s   |
| 4    | Carlo Brugnami      | Torpado | 2 min 38 s   |
| 5    | Graziano Battistini | Legnano | 2 min 38 s   |
| 6    | Giuseppe Dante      | Fides   | 2 min 58 s   |